# Bergbieten
Bergbieten ist eine französische Gemeinde mit 732 Einwohnern (Stand 1. Januar 2021) im Département Bas-Rhin in der Europäischen Gebietskörperschaft Elsass und in der Region Grand Est. Das Dorf ist landwirtschaftlich geprägt, wobei vor allem der Weinbau im Vordergrund steht. Bergbieten liegt an der Elsässer Weinstraße. Die Weinlage Altenberg de Bergbieten ist eine Alsace-Grand-Cru-Lage.

## Geschichte
Bergbieten ist in Dokumenten aus dem Jahr 1120 erstmals erwähnt. Das Dorf wurde vom Deutschen Bauernkrieg in Mitleidenschaft gezogen. Auch von den Folgen des Dreißigjährigen Krieges blieb Bergbieten nicht verschont.
Von 1871 bis zum Ende des Ersten Weltkrieges gehörte Bergbieten als Teil des Reichslandes Elsaß-Lothringen zum Deutschen Reich und war dem Kreis Molsheim im Bezirk Unterelsaß zugeordnet.
Von 1992 bis 31. Dezember 2007 war Bergbieten gemeinsam mit Dangolsheim und Flexbourg Mitglied der Communauté de communes des Villages du Kehlbach. Am 1. Januar 2008 trat sie mit den beiden anderen Gemeinden der Communauté de communes de la Porte du Vignoble bei, die wiederum 2017 in der Communauté de communes de la Mossig et du Vignoble aufging.
| Jahr      | 1910 | 1962 | 1968 | 1975 | 1982 | 1990 | 1999 | 2006 | 2013 |
| --------- | ---- | ---- | ---- | ---- | ---- | ---- | ---- | ---- | ---- |
| Einwohner | 564  | 365  | 394  | 366  | 398  | 459  | 517  | 600  | 685  |

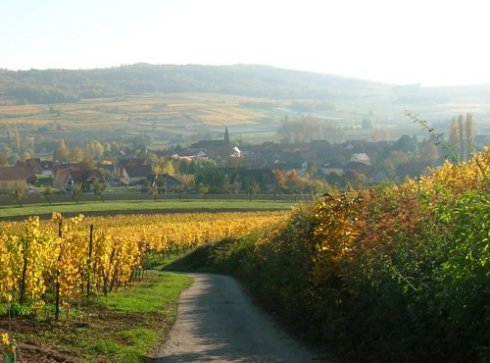
Blick auf Bergbieten
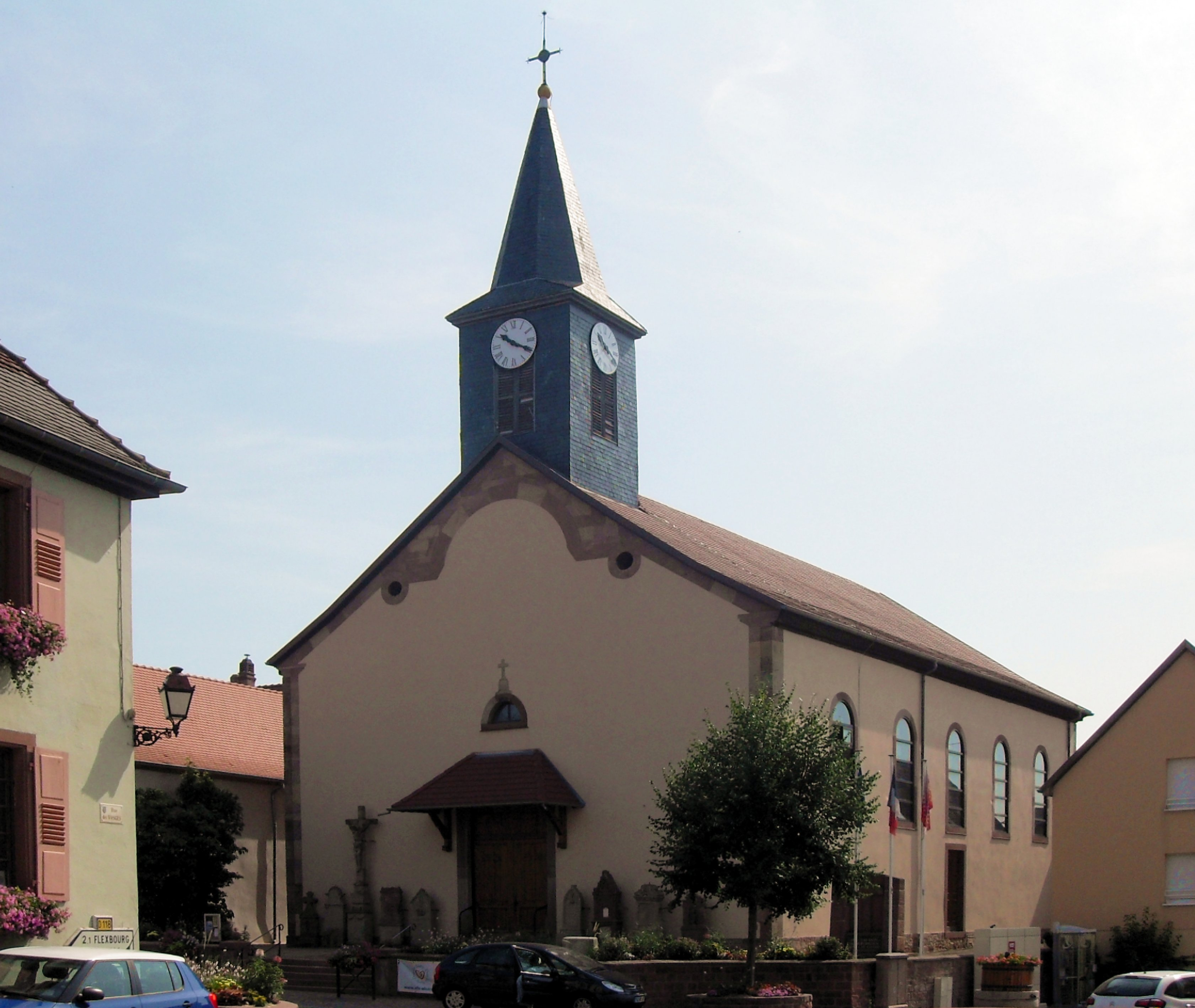
Kirche St. Laurentius